# Thorsten Rother
Thorsten Rother (* 24. April 1976 in Hannover) ist ein deutscher Radiomoderator und Programmdirektor.

## Beruf
Seit 1991 ist Rother bei verschiedenen Radiostationen in Deutschland aktiv. Von 1991 bis 1996 war er als Moderator, Morningshow-Producer und Gag-Schreiber für Hit Radio N1 in Nürnberg tätig. Zwischen 1996 und 1997 war Rother als Co-Moderator der Morgensendung bei Radio Gong 97,1 in Nürnberg aktiv. Von 1997 bis 1999 absolvierte er sein Volontariat bei mix95.0 in Hamburg. Als Morgenmoderator und On Air Designer war Thorsten Rother bei Antenne AC in Aachen von 1999 bis 2001 tätig. In der Zeit von 2001 bis 2007 übernahm Rother die Aufgaben der Assistenz der Geschäftsführung und ab 2005 die Programmdirektion von Antenne Südbaden in Freiburg. Von 2007 bis 2009 war er für LandesWelle Thüringen als Koordinator im Bereich On Air Promotion (dt. Eigenwerbung) tätig. In der Abteilung Strategische Programmplanung und als Moderator war Rother zwischen 2009 und 2012 für Antenne Thüringen aktiv. Ein kurzes Engagement für LandesWelle Thüringen als Morgenmoderator des LandesWelle FrühstücksClubs folgte ab September 2012. Ab 2013 war Thorsten Rother für Antenne Niedersachsen (vormals Hit-Radio Antenne) als On Air Designer und Moderator tätig. Im September 2014 übernahm er die Programmleitung des Augsburger Radiosenders Radio Fantasy. Im Mai 2017 wurde er Programmdirektor bei Radio Salü und Classic Rock Radio. Auf eigenen Wunsch verließ Rother den Sender nach 15 Monaten. Von 2019 bis 2021 war Rother für die nationale Strategie des Hörfunksenderbetreibers The Radio Group verantwortlich. Am 15. November 2021 wechselte er als Leiter der Programmgestaltung zum Ende Oktober 2021 gegründeten privaten Hörfunksender Antenne NRW und moderiert dort am Wochenende, jeweils Samstags und Sonntags ab 13 Uhr, die Greatest Hitradio Show.

## Sonstige Tätigkeiten
Nach Beendigung seiner Tätigkeit als Stadionsprecher für den FC Carl Zeiss Jena wurde er 2013 vom Sportgericht des Nordostdeutschen Fußballverbandes (NOFV) für die Veröffentlichung und Kommentierung eines Anti-RB-Leipzig-Plakates auf Facebook zu einer Geldstrafe von 250 Euro verurteilt wegen unsportlichen Verhaltens.
Des Weiteren betreibt Rother das Musiklabel „Three Crazy Guys“, das sich auf die Veröffentlichung von Eigenproduktionen in den Bereichen EDM, Trance, Hardtrance, Blackmusic und Partyschlager spezialisiert hat, beispielsweise mit dem Titel „Fussball, Pöbeln, Saufen, SSV“.

## Radiostationen
- Antenne NRW (Düsseldorf)
- The Radio Group (Kaiserslautern)
- Radio Salü (Saarbrücken)
- Radio Fantasy (Augsburg)
- Antenne Niedersachsen vormals Hit-Radio Antenne (Hannover)
- Antenne Thüringen (Weimar)
- Radio Top40 (Weimar)
- Landeswelle Thüringen (Erfurt)
- 106.0 Antenne (Freiburg)
- Antenne Südbaden vormals Radio FR1 (Freiburg)
- 107.8 Antenne AC (Aachen)
- mix 95.0 vormals magic fm (Hamburg)
- Radio Gong 97,1 (Nürnberg)
- Hit Radio N1 (Nürnberg)
- Hit Radio X (Aachen)